# Claxton Castle
Claxton Castle är ett slott i Storbritannien.   Det ligger i grevskapet Norfolk och riksdelen England, i den sydöstra delen av landet, 160 km nordost om huvudstaden London. Claxton Castle ligger 4 meter över havet.
Terrängen runt Claxton Castle är platt. Runt Claxton Castle är det ganska tätbefolkat, med 124 invånare per kvadratkilometer. Närmaste större samhälle är Norwich, 11,2 km nordväst om Claxton Castle. Trakten runt Claxton Castle består till största delen av jordbruksmark.